# Maska przeciwgazowa MCU-2/P

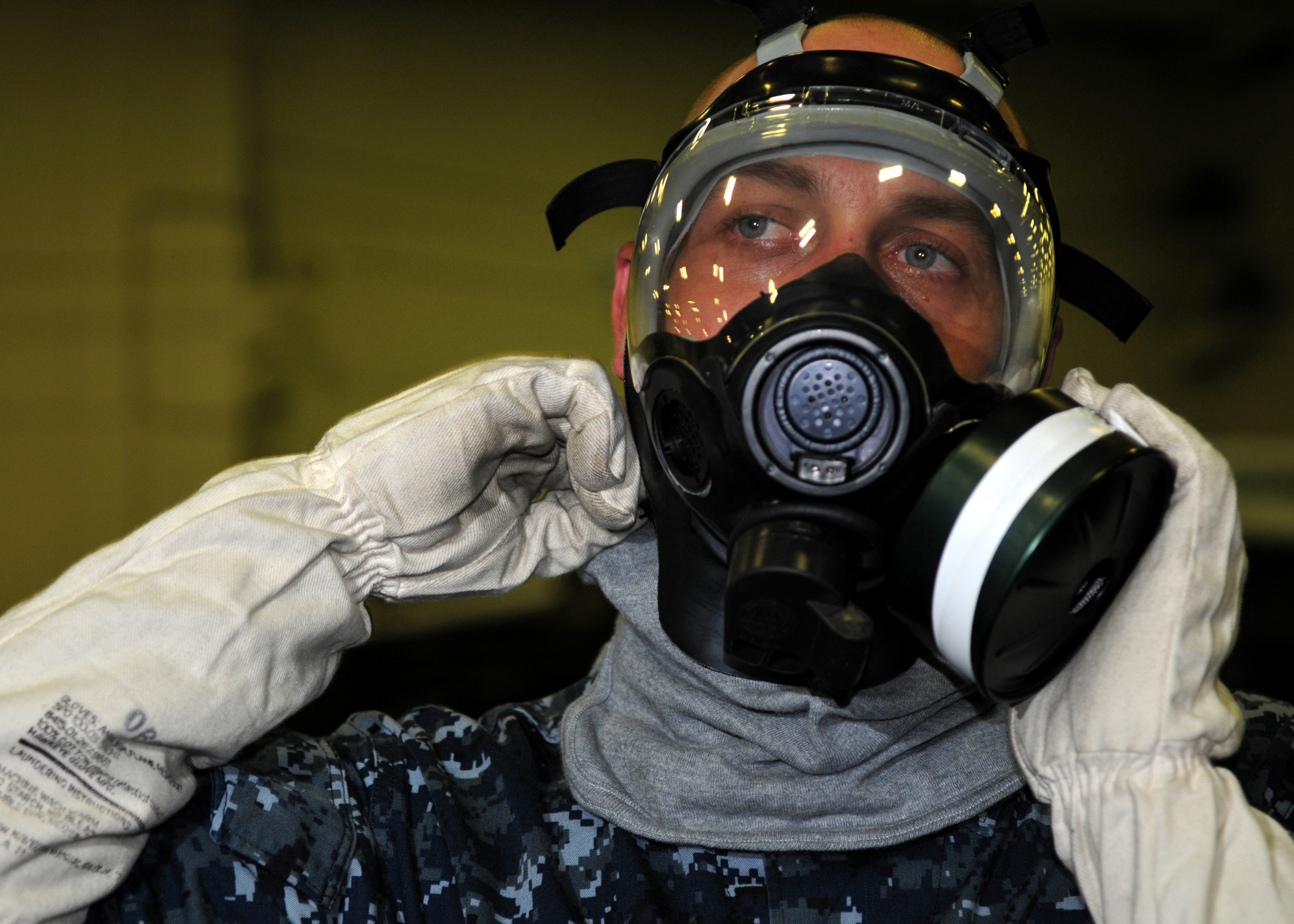
Żołnierz US NAVY w masce MCU-2A/P z adapterem mikrofonu.

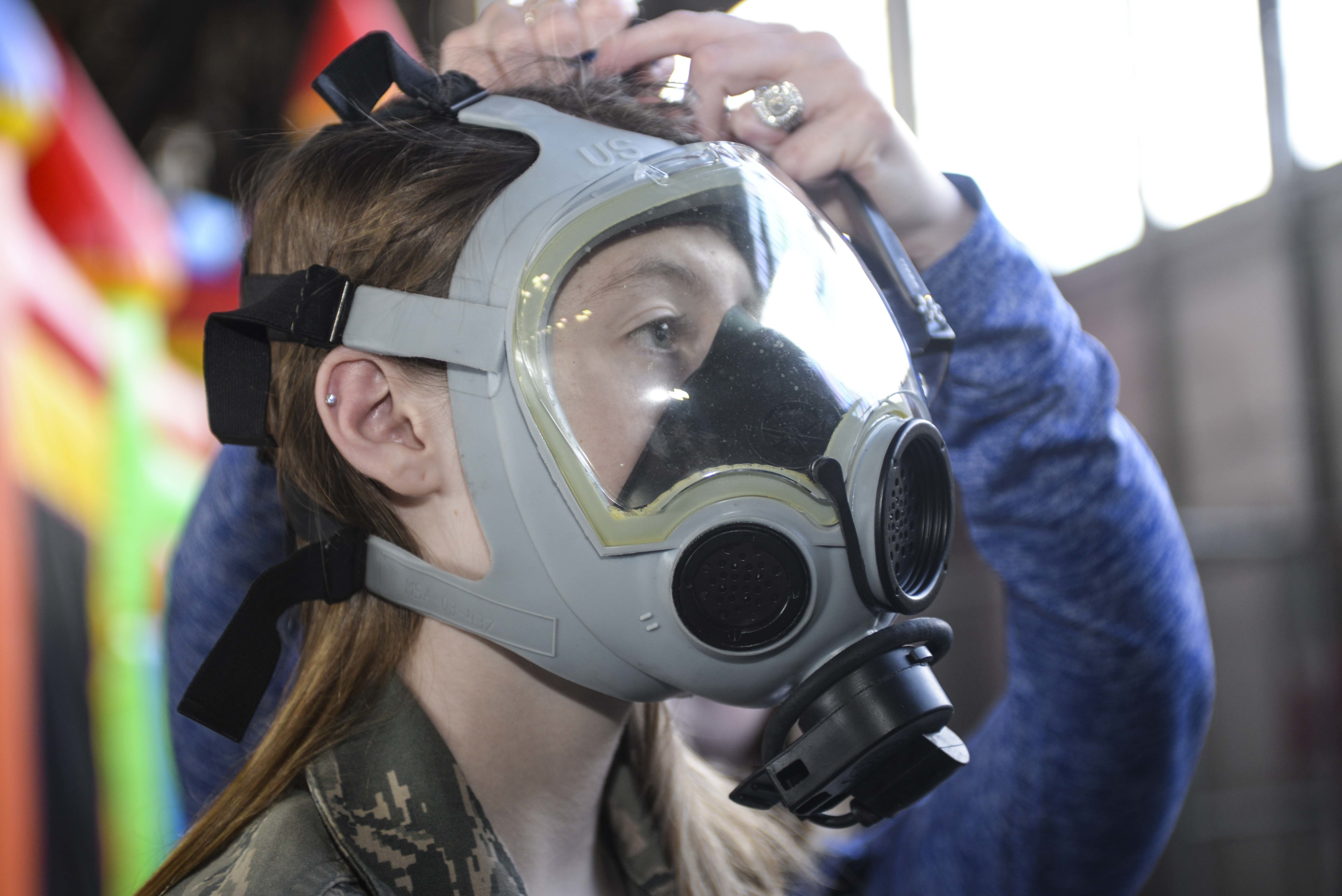
Żołnierz US NAVY w masce MCU-2/P

Maska przeciwgazowa MCU-2/P – maska przeciwgazowa będąca na wyposażeniu United States Air Force oraz United States Navy od roku 1983. Maska MCU-2/P zapewnia ochronę przed bronią chemiczną, biologiczną, toksynami oraz opadem radioaktywnym.

## Historia konstrukcji
W latach 70. rozpoczęto pracę nad maską przeciwgazową wykonaną z silikonu. Zaletą silikonu jest duża elastyczność oraz niepowodowanie reakcji alergicznych. W wyniku badań opracowano maski XM-29 i XM-30. Wyniki testów nowych masek nie zadowoliły US Army. Jednakże maskę XM-30 pozytywnie przyjęto w USAF oraz US Navy. W roku 1983 wersję rozwojową maski XM-30 przyjęto na wyposażenie USAF oraz US Navy jako MCU-2/P.
Maski MCU-2/P zastąpiły używane wcześniej w USAF i US Navy maski M17 oraz US Navy Diaphragm (ND) Mark V Gas Mask.

## Konstrukcja
Kompletna maska składa się z części twarzowej z panoramicznym wizjerem wykonanym z uretanu, filtropochłaniacza (wkręcanego) umieszczonego z boku maski (po lewej lub po prawej zależnie od preferencji użytkownika) i kapturu butylowego.
Maska MCU-2/P umożliwia picie z manierki M1961 używając specjalnej rurki oraz zestawu hydracyjnego Camelbak po zastosowaniu specjalnego adaptera.

## Wersje rozwojowe
- MCU-2A/P – wersja wyposażona w dodatkowy mikrofon. Wprowadzona w początkach lat 90.